# Sulzdorf an der Lederhecke

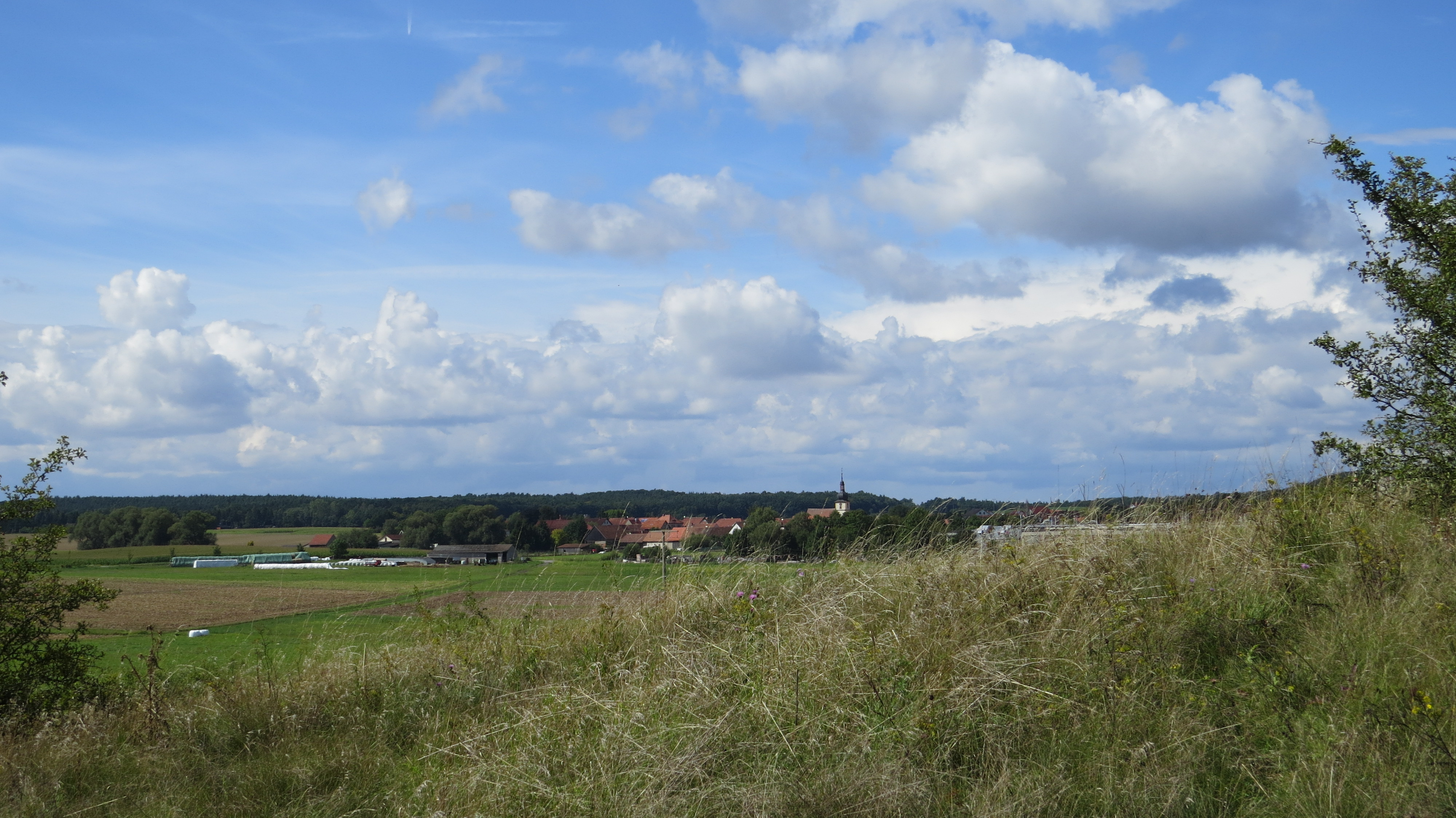
Sulzdorf an der Lederhecke von Südosten

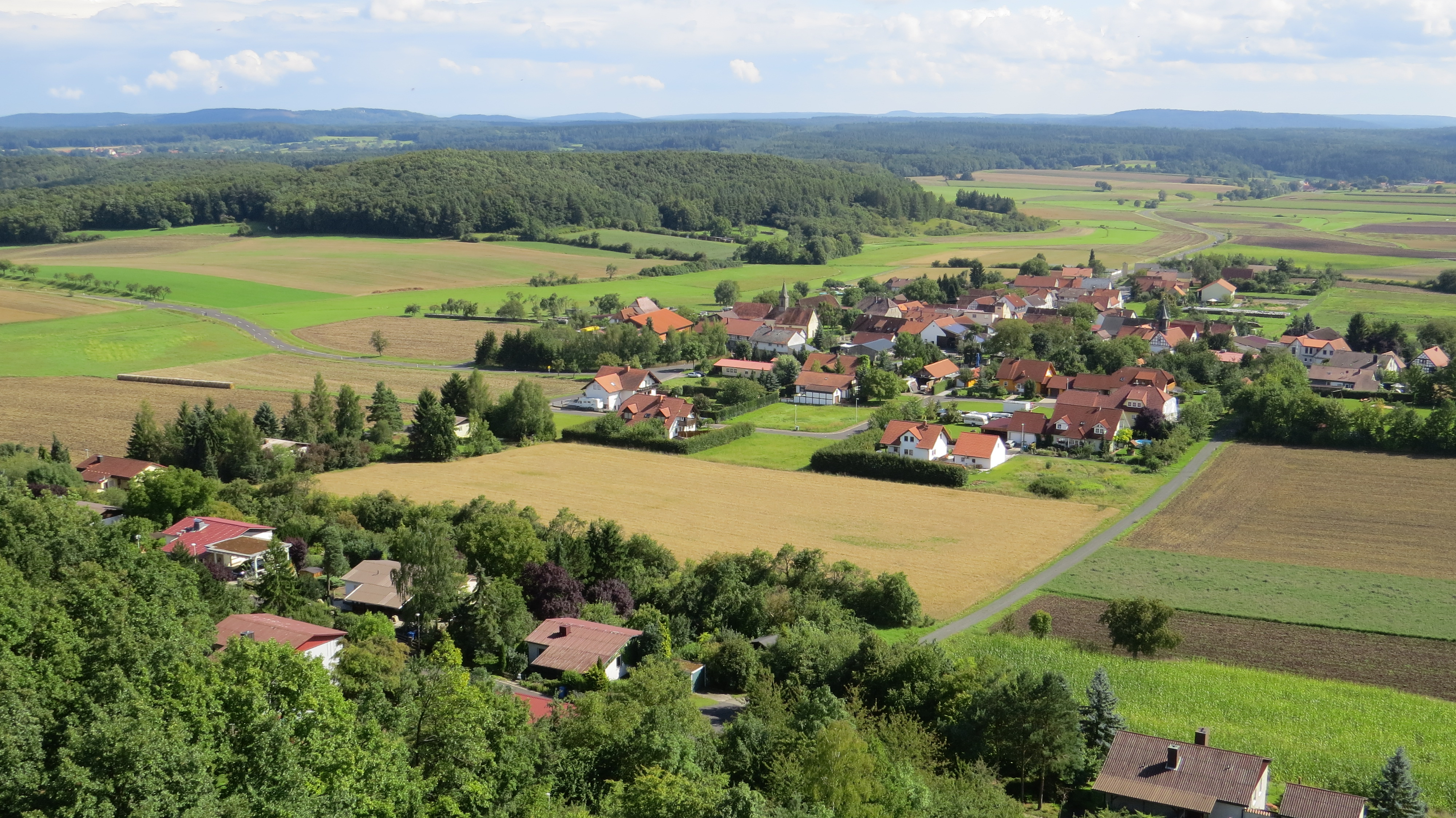
Zimmerau von Norden vom Bayernturm aus

Sulzdorf an der Lederhecke (amtlich Sulzdorf a.d.Lederhecke) ist eine Gemeinde im unterfränkischen Landkreis Rhön-Grabfeld. Die Gemeinde ist Mitglied der Verwaltungsgemeinschaft Bad Königshofen im Grabfeld.

## Geografie
Die Gemeinde liegt in der Region Main-Rhön. Der Ort grenzt direkt an den Freistaat Thüringen (Heldburg und Schweickershausen im Landkreis Hildburghausen).

### Gemeindegliederung
Es gibt zehn Gemeindeteile (in Klammern ist der Siedlungstyp angegeben):
- Brennhausen (Einöde)
- Heckenmühle (Einöde)
- Obereßfeld (Pfarrdorf)
- Schwanhausen (Dorf)
- Serrfeld (Kirchdorf)
- Serrfeldermühle (Einöde)
- Sternberg i.Grabfeld (Pfarrdorf)
- Sulzdorf a.d.Lederhecke (Pfarrdorf)
- Sulzdorfer Mühle (Einöde)[4]
- Zimmerau (Kirchdorf)

Es gibt die Gemarkungen Obereßfeld, Schwanhausen, Serrfeld, Sternberg im Grabfeld, Sulzdorf an der Lederhecke und Zimmerau.

## Geschichte

### Name
Der Name bezieht sich auf einen waldreichen Streifen von einigen Kilometern Länge, der Lederhecke genannt wurde und der die Grenze zu den sächsischen beziehungsweise später thüringischen Gebieten darstellte. Für die Bedeutung von „Lederhecke“ gibt es mehrere Theorien, unter anderem „Schlammwasser“ oder „Weidewald“.

### Bis zur Gemeindegründung
Im Jahre 1199 errichtete Heinrich von Sternberg aus dem Geschlecht der Grafen von Henneberg eine Burg am Fuß des „Sterinbercs“. Im Jahre 1695 kauften die Freiherren von Guttenberg den Besitz um das Schloss Sternberg.
In Sulzdorf an der Lederhecke wurde um 1555 durch die Truchsesse von Wetzhausen die Reformation eingeführt. Bereits seit 1537 soll dort schon evangelisch gepredigt worden sein. Von 1628 bis 1649 war der Ort durch die Gegenreformation vorübergehend wieder katholisch.
Sulzdorf war Bestandteil des Rittergutes der Freiherren von Guttenberg, das 1806 durch das Großherzogtum Würzburg des Erzherzogs Ferdinand von Toskana mediatisiert wurde und mit diesem 1814 an Bayern fiel. Im Jahr 1818 entstand die politische Gemeinde.

### Ausbildungslager Sternberg
Von 1933 bis 1945 befand sich im Schloss das SA-Ausbildungslager Sternberg.

### Eingemeindungen
Am 1. April 1971 wurde die Gemeinde Schwanhausen eingegliedert. Obereßfeld kam am 1. Januar 1973 dazu. Serrfeld, Sternberg im Grabfeld und Zimmerau folgten am 1. Januar 1978.

### Einwohnerentwicklung
- 1961: 1439 Einwohner[8]
- 1970: 1368 Einwohner[8]
- 1987: 1213 Einwohner
- 1991: 1246 Einwohner
- 1995: 1268 Einwohner
- 2000: 1298 Einwohner
- 2005: 1267 Einwohner
- 2010: 1159 Einwohner
- 2015: 1112 Einwohner

Im Zeitraum 1988 bis 2018 sank die Einwohnerzahl von 1208 auf 1102 um 106 Einwohner bzw. um 8,8 %. 1998 hatte die Gemeinde 1301 Einwohner.
Quelle: BayLfStat

## Politik

### Bürgermeister
Erster Bürgermeister war bis zur Wahl 2008 Lorenz Albert (Gemeinsam für Sulzdorf). Dieser gewann im Jahr 2002 durch den ersten Losentscheid bei einer Bürgermeisterwahl in der deutschen Geschichte gegen Reinhold Albert (CSU), nachdem beide in der Stichwahl die gleiche Stimmenzahl erhalten hatten. Von 2008 bis zu seinem Tod im September 2010 war Walter Krug (CSU) Bürgermeister der Gemeinde. Die Neuwahl im Dezember 2010 entschied Angelika Götz klar für sich. Im März 2014 wurde sie ohne Gegenkandidat mit 93,77 % aller Stimmen im Amt bestätigt. Sie trat parteilos für die Listen Freie-Wählervereinigung Sulzdorf/Bürger Zimmerau/Wählergemeinschaft Obereßfeld an.

### Gemeinderat
Die Gemeinderatswahlen seit 2008 ergaben folgende Stimmenanteile bzw. Sitzverteilungen:
| Liste                             | 2020  | 2020  | 2014  | 2008  |
| Liste                             | %     | Sitze | Sitze | Sitze |
| --------------------------------- | ----- | ----- | ----- | ----- |
| CSU                               | 19,38 | 2     | 2     | 4     |
| Freie-Wähler-Vereinigung Sulzdorf | 23,10 | 3     | 3     | 2     |
| Bürger Zimmerau                   | 13,60 | 2     | 3     | 2     |
| Wählergemeinschaft Obereßfeld     | 24,80 | 3     | 2     | 2     |
| Bürgerblock Serrfeld              | 19,11 | 2     | 2     | 1     |

Er besteht aus zwölf Gemeinderäten und dem Ersten Bürgermeister bzw. der Ersten Bürgermeisterin.

### Wappen
| | Blasonierung: „In Gold über gesenktem in zwei Reihen von Rot und Silber geschachtem Balken, ein rotbewehrter und rotbezungter schwarzer Löwenrumpf, der ein silbernes Schwert in den Pranken hält, beseitet links oben von einem blauen Schildchen, darin eine goldene heraldische Rose.“ |
| Wappenbegründung: Der Löwe stammt aus einem seit 1731 nachweisbaren Gemeindesiegel, das einen Löwen mit Schwert zeigt. Möglicherweise geht dieses Siegel, das bis ins 19. Jahrhundert geführt wurde, auf das Familienwappen des 1731 regierenden Bamberger Fürstbischofs Friedrich Karl von Schönborn zurück. Auf die Geschichte der zu Sulzdorf gehörenden ehemaligen Gemeinden Obereßfeld, Schwanhausen, Serrfeld, Stemberg und Zimmerau verweisen Wappenbilder von Adelsgeschlechtern, die für das Gemeindegebiet von Bedeutung waren: Die Wappenfarben Gold und Schwarz erinnern an die Grafen von Henneberg, die heraldische Rose erinnert an die Freiherren von Guttenberg und der Balken an die Truchsessen von Wetzhausen. | |

### Kommunale Allianz
Die Gemeinde Sulzdorf an der Lederhecke ist Mitglied der Kommunalen Allianz Fränkischer Grabfeldgau.

## Sehenswürdigkeiten

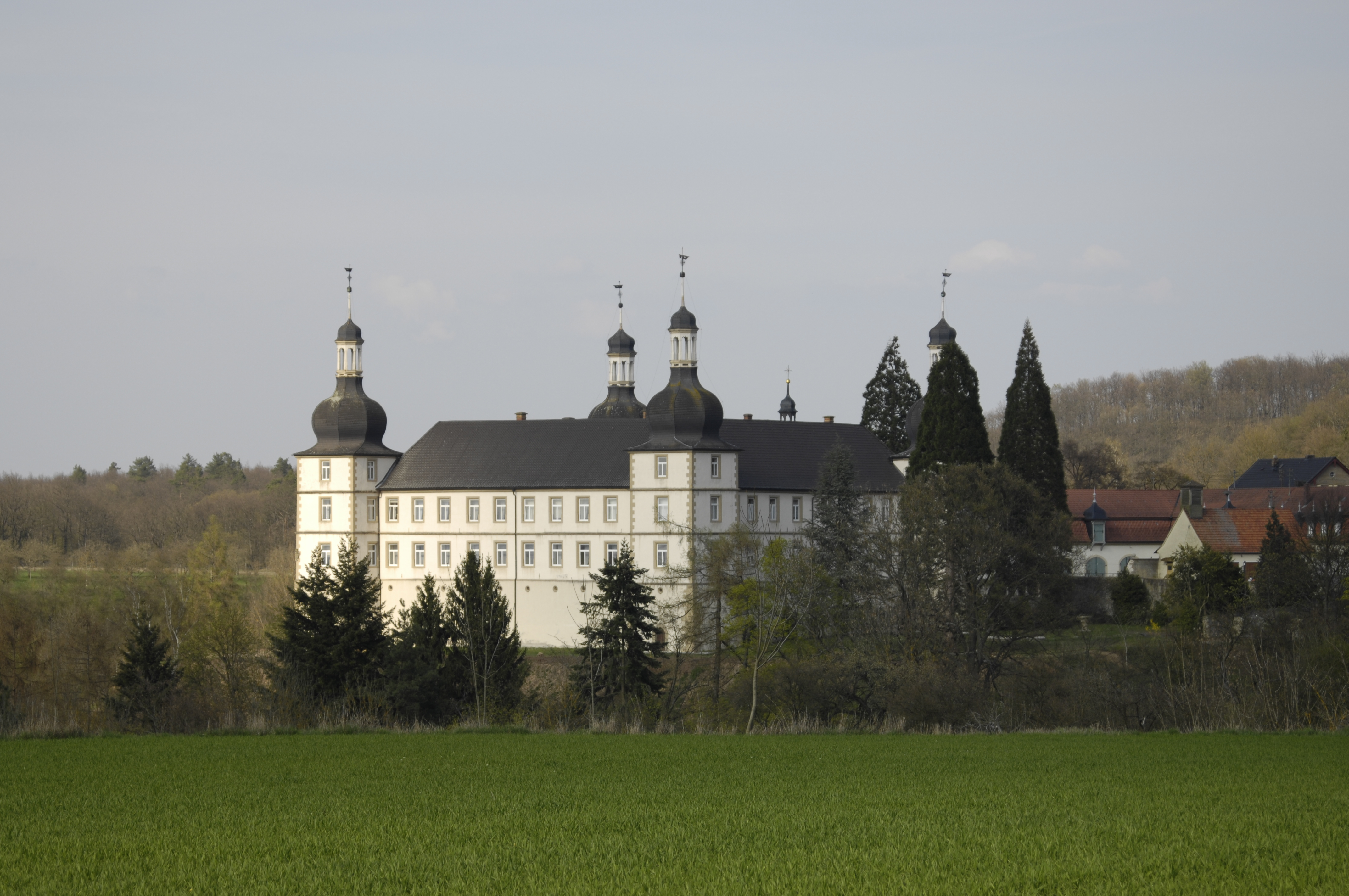
Schloss Sternberg in Sulzdorf

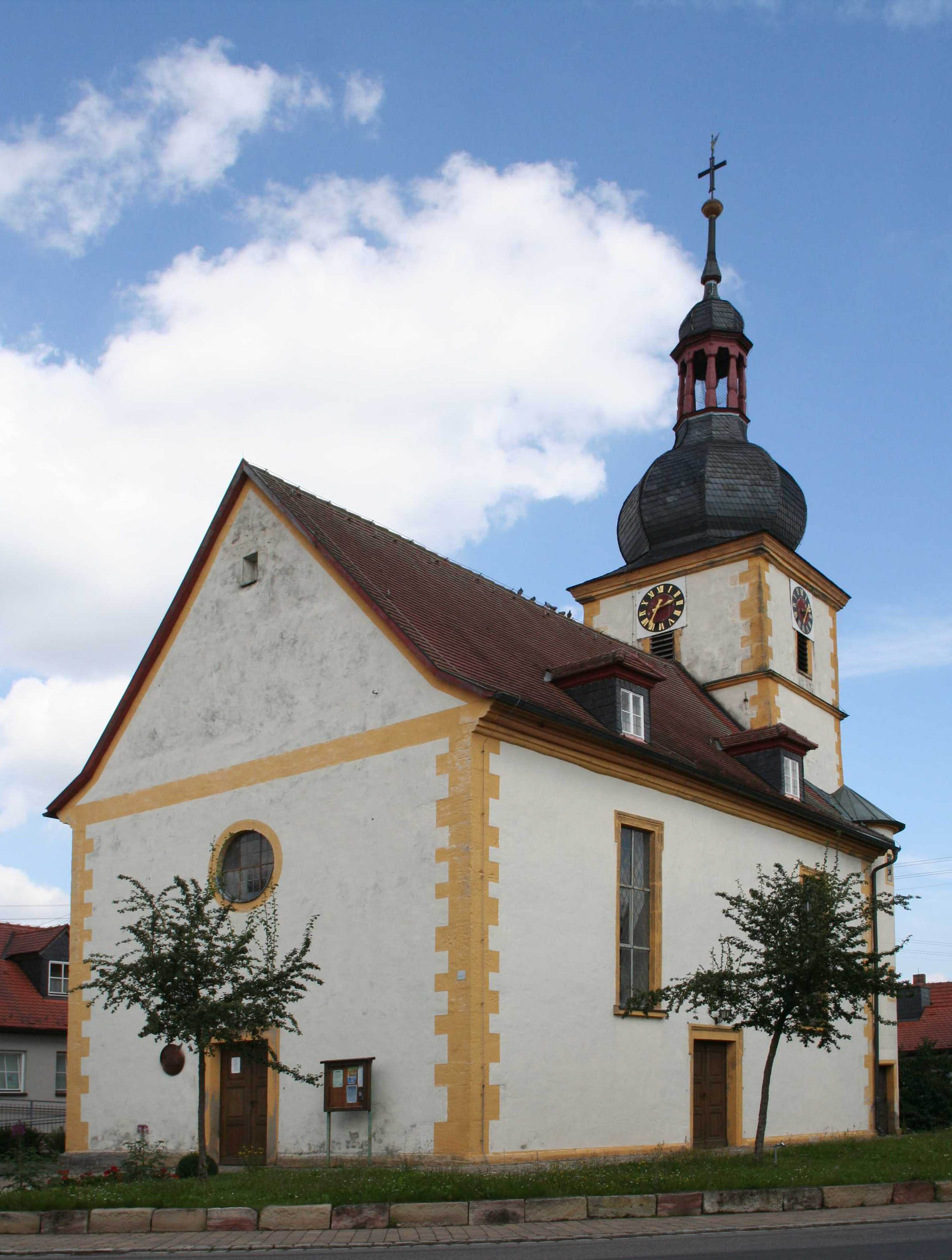
Leonhardskirche von 1688

- Schloss Sternberg, viertürmiges Barockschloss der Freiherren von Guttenberg
- Altes Schloss Obereßfeld
- Burg Brennhausen
- Kirchenburg Serrfeld
- Jüdischer Friedhof von 1833
- 38 Meter hoher Aussichtsturm „Bayernturm“ in Zimmerau
- Altdorf Serrfeld, das komplett unter Denkmalschutz steht
- Einer der beiden Quellflüsse der Fränkischen Saale entspringt bei Obereßfeld
- Die Gemeinde wird von den Europäischen Fernwanderwegen E3 und E6 durchquert
- Durch die Gemeinde verläuft der Burgen- und Schlösserwanderweg der Haßberge
- Reuthsee, einer der wenigen Naturseen Unterfrankens (Naturschutzgebiet FFH)
- Nördlich und südlich des Reuthsees befinden sich im Wald acht keltische Hügelgräber

## Wirtschaft und Infrastruktur

### Wirtschaft einschließlich Land- und Forstwirtschaft
Die Gemeindesteuereinnahmen betrugen im Jahr 2019 umgerechnet 850.000 Euro, davon waren 182.000 Euro (netto) Gewerbesteuereinnahmen.
2019 gab 177 sozialversicherungspflichtigen Beschäftigten am Arbeitsort, 438 sozialversicherungspflichtige Beschäftigte am Wohnort und 14 Arbeitslose. Im verarbeitenden Gewerbe gab es einen Betrieb, im Bauhauptgewerbe zwei Betriebe. 2016 bestanden 29 landwirtschaftliche Betriebe mit einer landwirtschaftlich genutzten Fläche von 1639 Hektar.

### Bildung
Im Jahre 2020 gab es folgende Einrichtungen:
- einen Kindergarten mit 40 Plätzen und 38 Kindern

## Grabfeldrallye
Das wohl wichtigste Großereignis in der Gemeinde ist die Grabfeldrallye, deren Dreh- und Angelpunkt Sulzdorf an der Lederhecke ist. Sie findet jährlich Ende Juni oder Anfang Juli statt. Die Rallye wird seit 1994 vom AMC Bad Königshofen veranstaltet und zählt zu den wichtigsten Veranstaltungen im Landkreis Rhön-Grabfeld. Der große Rückhalt in der Bevölkerung, bei Anliegern, Landwirten und Jagdpächtern sowie von Seiten der Politik haben die Grabfeldrallye zur teilnehmerstärksten Automobilrallyeveranstaltung in Deutschland werden lassen. 10.000 Zuschauer und ein Rekordteilnehmerfeld von über 250 Startern aus dem In- und Ausland strömten allein zur Jubiläumsveranstaltung im Sommer 2013, damit ist die „Grabfeld“ inzwischen eine der größten Motorsportveranstaltungen ihrer Art in Europa geworden. Ein besonderes Spektakel für Zuschauer und Fahrer ist der Rundkurs mitten durch Sulzdorf. Die weiteren, sehr anspruchsvollen Strecken und die stimmungsvolle Siegerehrung im Rallyezelt auf dem Sportplatz von Rot-Weiß Sulzdorf tragen ebenfalls zum Ruf dieser Veranstaltung erheblich bei. 
Die 25. Veranstaltung startete am 30. Juni 2018 in und rund um Sulzdorf an der Lederhecke und wurde erstmals unter dem Dach des deutschen Amateurmotorsportverbandes Rallye Supercup e. V. ausgetragen.

## Persönlichkeiten
- Reinhold Albert (* 1953), Heimatforscher und ehrenamtlicher Heimatpfleger
- Jörg Geuder (1861–1935), Gartenschriftsteller, Dichter und Sprachpfleger, war 1884–1894 Lehrer in Sulzdorf
- Kurt Gutzeit (1923–1987), gilt als „Gründungsvater“ der Großgemeinde Sulzdorf[26]
- Anton Reder (1933–1998), Ingenieur, Kommunalpolitiker, Musiker und Heimatforscher[27]
- Klaus Reder (* 1958), Historiker, Volkskundler und Heimatpfleger
- Hans Schnetzer (1862–1914), Mitbegründer der Zeitschrift Bayerische Hefte für Volkskunde (heute: Bayerisches Jahrbuch für Volkskunde)[28]
- Wolff Dietrich Truchseß von Wetzhausen (1625–1699), Erbauer des Schlosses Sternberg und  Stifter der katholischen Pfarrei Sternberg[29]